# Ni d'Andròmeda
Ni d'Andròmeda (ν Andromedae) és una estrella binària de la constel·lació d'Andròmeda. Està aproximadament a 680 anys llum de la Terra.
Ni d'Andròmeda és una binària espectroscòpica amb dos components que són nanes de la seqüència principal, una blava-blanca del tripus B, i una groga-blanca del tipus F. La binària té una magnitud aparent de +4,53 i un període orbital de 4,2828 dies.